# Dinofelis
Dinofelis – wymarły rodzaj ssaka drapieżnego z podrodziny machajrodonów (Machairodontinae) w obrębie rodziny kotowatych (Felidae), żyjący w pliocenie i plejstocenie na obszarze wschodniej i południowej Afryki i wszystkich kontynentów półkuli północnej.

## Etymologia
Dinofelis: gr. δεινος deinos „straszny, potężny”; łac. feles lub felis „kot”.

## Podział systematyczny
Do rodzaju należały następujące gatunki:
- Dinofelis aronoki Werdelin & Lewis, 2001 – Afryka
- Dinofelis barlowi (Broom, 1937) – Afryka
- Dinofelis cristata (Falconer & Cautley, 1836) – Azja
- Dinofelis darti (Toerien, 1955) – Afryka
- Dinofelis diastemata (Astre, 1929) – Europa
- Dinofelis palaeoonca (Meade, 1945) – Ameryka Północna
- Dinofelis petteri Werdelin & Lewis, 2001 – Afryka
- Dinofelis piveteaui (Ewer, 1955) – Afryka